# 뷰 파르카 투레
뷰 파르카 투레(프랑스어: Vieux Farka Touré, 1981년 3월 12일 ~ )은 말리의 블루스 기타리스트이자 싱어송라이터이다. 아버지가 알리 파르카 투레다.